# Васильевка (Глазуновский район)
Васи́льевка — деревня в Глазуновском районе Орловской области России. Входит в состав Очкинского сельского поселения.

## География
Деревня находится на расстоянии 7 км к югу от посёлка городского типа Глазуновка, административного центра района, и 63 км к юго-востоку от города Орёл, административного центра области.

### Часовой пояс
Деревня Васильевка, как и вся Орловская область, находится в часовой зоне МСК (московское время). Смещение применяемого времени относительно UTC составляет +3:00.

## Население
| 2002 | 2010 |
| ---- | ---- |
| 318  | ↗323 |

### Национальный состав
Согласно результатам переписи 2002 года, в национальной структуре населения русские составляли 95 % из 318 чел.